# Municipio de Hartley (Pensilvania)
El municipio de Hartley (en inglés: Hartley Township) es un municipio ubicado en el condado de Union en el estado estadounidense de Pensilvania. En el año 2000 tenía una población de 1.714 habitantes y una densidad poblacional de 8 personas por km².

## Geografía
El municipio de Hartley se encuentra ubicado en las coordenadas 40°54′00″N 77°15′59″O / 40.90000, -77.26639.

## Demografía
Según la Oficina del Censo en 2000 los ingresos medios por hogar en la localidad eran de $35,278 y los ingresos medios por familia eran $39,650. Los hombres tenían unos ingresos medios de $29,207 frente a los $21,591 para las mujeres. La renta per cápita para la localidad era de $15,310. Alrededor del 11,4% de la población estaban por debajo del umbral de pobreza.